# Solcellsparken i Linköping
Solcellsparken i Linköping är ett solcellskraftverk längs med E4:an strax norr om Linköping med en planerad årlig produktion på cirka 11,4 GWh. Markförberedande arbeten för anläggningen påbörjades i november 2019 och pågick året ut. Bygget av själva anläggningen påbörjades i mars 2020 och anläggningen driftsattes den 9 juli 2020. Solparken invigdes officiellt den 21 oktober samma år.
Parken var vid driftsättningen Sveriges största solcellspark.

## Beskrivning och uppförande
Parken är belägen på fastigheten Kallerstad 5:1 och Kallerstad 1:51 i Linköpings kommun. Området avgränsas i söder av E4 och i väster av Stångån.
Hela anläggningen upptar ett markområde på 135 000 m² (13,5 hektar eller knappt 22 fotbollsplaner).
Anläggningen består av cirka 30 000 paneler av typen monokristallina kiselsolceller av half-cut-typ från Trina Solar med en total yta på cirka 59 000 m² och en beräknad livslängd på minst 35 år. Toppeffekt anges till 12 MW med en planerad årsproduktion på 11,5 GWh, vilket motsvarar en kapacitetsfaktor på cirka 11 procent, eller en medeleffekt på cirka 1301 kW. Solpanelerna är levererade av Alight, medan elkraftsanläggning levererats av Infranode. Markägare är Tekniska Verken och beställare är Swedbank.

### Produktion, jämförelser
Den angivna årsproduktionen 11,5 GWh (11 500 000 kWh) motsvarar förbrukningen i cirka 2 300 hushåll.